# Leioderes kollari
Leioderes kollari (лат.) — вид жуков-усачей из подсемейства настоящих усачей.

## Описание
Длина тела взрослых насекомых 9—15 мм.

## Биология
Вид ведёт скрытный образ жизни. Жуки большую часть своего времени на кронах деревьев и лишь изредка посещают цветки травянистых растений. Встречается как старовозрастных лесах, так и парках и насаждениях антропогенного происхождения. Личинки развиваются в клёне полевом, клёне остролистном, клёне белом, Acer opulifolium, хмелеграбе обыкновенном. грабе обыкновенном, лещине обыкновенной, иве козьей, вязе, дубе и ясене обыкновенном. Зимует на стадии личинки и куколки.

## Классификация
В составе вида выделяют два подвида. Кроме номинативного с Сицилии описан Leioderes kollari jacopoi Rapuzzi & Sama, 2010.

## Распространение
Распространён в Европе и Европейской части России. На восток до Южного Урала (Башкирия и Оренбургкая область)